# Konrad Velensek
Konrad „Conny“ Velensek (* 1. März 1942 in Heerlen, Niederlande; † 6. März 2024 in Schöningen) war ein deutscher Boxer. Er war als Berufsboxer Europameister im Halbschwergewicht und deutscher Meister im Schwergewicht.

## Leben
Velensek, Sohn eines Bergmanns aus Slowenien und zehntes Kind seiner Eltern, wurde in den Niederlanden geboren. 1954 nahm er die deutsche Staatsbürgerschaft an. Als Neunjähriger begann er im Verein SKK Roland Schöningen mit dem Boxsport. Als Amateur gewann Velensek die Niedersachsenmeisterschaft, im September 1966 bestritt er seinen ersten Kampf als Berufsboxer.
Er wurde als Boxer als „ein Wurschtler oder eine Wühlmaus“ bezeichnet und bevorzugte den Nahkampf. Velensek verfügte über große Nehmerfähigkeiten. Im April 1970 kämpfte Velensek, der von Willy Zeller als Manager betreut wurde, in Offenbach gegen Rüdiger Schmidtke um die deutsche Meisterschaft im Halbschwergewicht, verlor allerdings nach Punkten. In der Deutschlandhalle in West-Berlin trat Velensek im Januar 1971 für eine Gage von 10 000 DM gegen Europameister Piero del Papa aus Italien an und gewann nach 15 Runden nach Punkten. Sein Sieg und damit das Erringen des EM-Titels galten als Sensation.
Velensek verteidigte den Titel als Europameister im Mai 1971 in West-Berlin gegen Chris Finnegan aus dem Vereinigten Königreich. Der Kampf, der als „erbarmungslose Schlacht“ eingestuft wurde, endete unentschieden. Velensek, der seinen Gegner mit überfallartigen Angriffen anging, blieb demzufolge Titelträger. Laut Hamburger Abendblatt widerstand er gegen Finnegan wie gegen del Papa einem Gegner, „der eigentlich ein paar Nummern zu groß für ihn“ war. Im November 1971 wurde Velensek ebenso wie sein Manager Zeller und zwei weitere Boxer wegen des Vorwurfs der Körperverletzung festgenommen. Gegen eine Kaution in Höhe von 20 000 DM wurde ihm Haftverschonung gewährt. Anfang Februar 1972 traten Velensek und Finnegan in Nottingham zum Rückkampf an. Velensek unterlag nach Punkten, nachdem der Brite den Kampf insbesondere zwischen der 11. und der 15. Runde bestimmt hatte.
Karl-Heinz Klein war Velenseks Gegner, als er in Köln im Oktober 1973 einen zweiten Versuch unternahm, deutscher Meister im Halbschwergewicht zu werden. 4000 Zuschauer wohnten dem Kampf bei, der nach Einschätzung des Hamburger Abendblatts „als eine der erregendsten Nachkriegsringschlachten in einer deutschen Halle in die Geschichte“ einging. Klein gewann knapp.
Nach dem Wechsel ins Schwergewicht gelang es Velensek schließlich, sich einen deutschen Meistertitel im Berufsboxen zu sichern: Anfang Februar 1974 bezwang er in der Hamburger Ernst-Merck-Halle Hartmut Sasse deutlich nach Punkten. Velensek, der laut einem Bericht des Hamburger Abendblatts mit „Schlagkraft, unbeugsamem Willen, verbissener Härte und erstaunlicher Kondition“ überzeugte, errang damit die deutsche Meisterschaft. Schon im Mai 1974 musste er den Titel wieder abgeben, als er in Hamburg klar nach Punkten gegen den 26 Zentimeter größeren Bernd August verlor. 1975 bestritt Velensek seinen letzten Kampf als Berufsboxer.
In Schöningen war er neben seiner Boxlaufbahn als Kneipenwirt tätig, er arbeitete vorher als Bergmann und noch während seiner Zeit als Berufsboxer in der Fertigung bei Volkswagen. Später vertrieb er Automaten. Im März 1987 starben zwei seiner Söhne bei einem Verkehrsunfall.
Velensek verstarb am 6. März 2024 und wurde am 13. April auf dem Friedhof an der Müller-Mühlenbein-Straße in Schöningen beigesetzt.